# Augusta Auspitz-Kolářová
Augusta Auspitz-Kolárová, německy Auguste Auspitz-Kolár (19. března 1844, Praha – 26. prosince 1878, Vídeň) byla česko-rakouská klavíristka a hudební skladatelka.

## Život
Narodila se jako Augusta Kolárová. Její otec Josef Jiří Kolář byl známý český herec, režisér, spisovatel a překladatel. Její matka, Anna Manětínská-Kolářová (1817 v Pešti – 11. července 1882 v Praze) byla zpěvačkou v pražském Německém divadle.
Augusta se hudebně vzdělávala na pražské hudební škole u Bedřicha Smetany, manžela své sestřenice Kateřiny Kolárové († 19. dubna 1859 v Drážďanech), která byla rovněž klavíristka. Od roku 1865 vyučoval Augustu Josef Proksch a připravil ji na její první koncert v Praze v jedenácti letech. Brzy se stala známou klavíristkou a v roce 1862 se s Marií Prokschovou, dcerou svého učitele, vydala na několik měsíců do Paříže. Poté, co kolem roku 1865 v Paříži dokončila své tříleté studium u Vilemíny Clauss-Szarvadyové.
Ještě téhož roku poprvé vystupovala v Praze, a poté s Hellmesbergerovým kvartetem a Vídeňskými filharmoniky ve Vídni. Její provedení Klavírního koncertu g moll Felixe Mendelssohna-Bartholdyho vyvolal senzaci, stejně jako nadšení, které vyvolala svou interpretací Schumannových klavírních skladeb. Jiný pražský rodák, hudební kritik Eduard Hanslick, k tomu napsal: "Její přednes byl bezchybné čistoty, jistoty a hladkosti, lehký třpyt se nad ním jako zlatý prach vznášel. Slečna Kolárová patří mezi virtuosy nikoli impozantností či oslněním, nýbrž schopností vcítiti se do každého stylu, jejž upoutává slabou, avšak jistou rukou."
Již vdaná, v červenci 1869, podnikla úspěšnou koncertní cestu do Londýna, a další v následujícím roce. Ve svém repertoáru měla skladby Ludwiga van Beethovena, Johannese Brahmse, Fryderyka Chopina, Felixe Mendelssohna-Bartholdyho, Wolfganga Amadea Mozarta, Jeana-Philippa Rameaua, Roberta Schumanna či Richarda Wagnera.

### Rodinný život
Dne 16. července 1865 se provdala za významného vídeňského dermatologa Dr. Heinricha Auspitze († 1886). Augusta Ausptitzová a její manžel měli tři děti. Kolem roku 1875 se jí narodil syn Hans.
Na konci 70. let 19. století Augusta onemocněla a stáhla se z veřejného života. Krátce před svou smrtí v listopadu 1878 požádala dvorního kapelníka G. Reifa ještě o poslední sólové angažmá. Syn Hans zemřel krátce po smrti matky, v lednu 1879.
Augusta Kolářová-Auspitzová, syn Hans a manžel Heinrich byli uloženi do rodinné hrobky (č. 16/E/3/12) na Vídeňském ústředním hřbitově.

## Vlastní skladby
- Scherzo fantastique, op. 2, Bartholf Senff Leipzig August 1863[12]
- Dans la Forêt. 3 Morceaux caractéristiques, op. 6, Klemm Leipzig prosinec 1865[13]
- Waldbilder, etudy a písně, Bartholf Senff Leipzig